# Аеродром Донгхој
Аеродром Донгхој (: , : ) (Sân bay Đồng Hới, Cảng hàng không Đồng Hới) је највећи аеродром у граду Донг Хојy, Вијетнам и база компаније Вијетнам ерлајнс. На аеродрому постоје два терминала.

## Авио-компаније и дестинације
Следеће авио-компаније користе Аеродром Донгхој (од августа 2008):
- Вијетнам ерлајнс Ханој (Аеродром Ханој)
- Вијетнам ерлајнс Хо Ши Мин (град) (Аеродром Таншонјат)